# Lisianthius brevidentatus
Lisianthius brevidentatus là một loài thực vật có hoa trong họ Long đởm. Loài này được (Hemsl.) Kuntze mô tả khoa học đầu tiên năm 1891.